# Fregene
Fregene är en frazione i kommunen Fiumicino i storstadsregionen Rom i regionen Lazio i Italien. Fregene är beläget vid Tyrrenska havets kust. Fregenae var en stad i antikens Etrurien.
Mellan 1961 och 1993 utgjorde Fregene Roms trettioåttonde zon med beteckningen Z. XXXVIII.
Sven-Göran Eriksson bodde tidigare periodvis i Fregene.

### Webbkällor
- Lugli, Giuseppe (1932). ”Fregene”. Enciclopedia Italiana. Treccani. Arkiverad från originalet den 23 januari 2020. https://archive.today/20200123110020/http://www.treccani.it/enciclopedia/fregene_(Enciclopedia-Italiana)/. Läst 23 januari 2020.